# Zabrđe (gmina Pljevlja)
Zabrđe (cyr. Забрђе) – wieś w Czarnogórze, w gminie Pljevlja. W 2011 roku liczyła 92 mieszkańców.